# Episodi di Lancer (prima stagione)
La prima stagione della serie televisiva Lancer è andata in onda negli Stati Uniti dal 24 settembre 1968 al 22 aprile 1969 sulla ABC.
| nº | Titolo originale                 | Titolo italiano | Prima TV USA      | Prima TV Italia |
| -- | -------------------------------- | --------------- | ----------------- | --------------- |
| 1  | The High Riders                  |                 | 24 settembre 1968 |                 |
| 2  | Blood Rock                       |                 | 1º ottobre 1968   |                 |
| 3  | Wild Horse                       |                 | 8 ottobre 1968    |                 |
| 4  | Foley                            |                 | 15 ottobre 1968   |                 |
| 5  | The Lawman                       |                 | 22 ottobre 1968   |                 |
| 6  | Julie                            |                 | 29 ottobre 1968   |                 |
| 7  | The Prodigal                     |                 | 12 novembre 1968  |                 |
| 8  | Jelly                            |                 | 19 novembre 1968  |                 |
| 9  | Last Train for Charlie Poe       |                 | 26 novembre 1968  |                 |
| 10 | Glory                            |                 | 10 dicembre 1968  |                 |
| 11 | The Heart of Pony Alice          |                 | 17 dicembre 1968  |                 |
| 12 | The Escape                       |                 | 31 dicembre 1968  |                 |
| 13 | The Wedding                      |                 | 7 gennaio 1969    |                 |
| 14 | Death Bait                       |                 | 14 gennaio 1969   |                 |
| 15 | The Black McGloins Party         |                 | 21 gennaio 1969   |                 |
| 16 | Yesterday's Vengeance            |                 | 28 gennaio 1969   |                 |
| 17 | Warburton's Edge                 |                 | 4 febbraio 1969   |                 |
| 18 | The Fix-It Man                   |                 | 11 febbraio 1969  |                 |
| 19 | Angel Day and Her Sunshine Girls |                 | 25 febbraio 1969  |                 |
| 20 | The Great Humbug                 |                 | 4 marzo 1969      |                 |
| 21 | Camp Juniper                     |                 | 11 marzo 1969     |                 |
| 22 | The Knot                         |                 | 18 marzo 1969     |                 |
| 23 | The Man Without a Gun            |                 | 25 marzo 1969     |                 |
| 24 | Child of Rock and Sunlight       |                 | 1º aprile 1969    |                 |
| 25 | The Measure of a Man             |                 | 8 aprile 1969     |                 |
| 26 | The Devil's Blessing             |                 | 22 aprile 1969    |                 |

## The High Riders
- Diretto da: Sam Wanamaker
- Scritto da: Dean Riesner

### Trama
- Guest star: Sean McClory, Lisa Jak, Joe Don Baker (Day Pardee), Vernon Rich, Ruben Moreno, Gordon Jump (agente della Pinkerton), Robert Adler, Paul Fierro (Cipriano), Anthony Caruso (Toledano)

## Blood Rock
- Diretto da: Gene Nelson
- Scritto da: Jack Turley

### Trama
- Guest star: Rayford Barnes (Baylor), Jack Bannon (Tacker), Michael Stearns (Teague), Jon Lormer (predicatore), John Anderson (sceriffo), Barry Williams (Ben Wallace), J. D. Cannon (Morgan Price), Tracy Morgan (Kate), Charles Dierkop (Harris)

## Wild Horse
- Diretto da: Walter Grauman
- Scritto da: Paul Playdon

### Trama
- Guest star: Lloyd Haynes (Rider), Vaughn Taylor (Dan Spencer), James Gammon (Wes), Paul Carr (Davie), Hick Hills (Rider), Bobby Clark (Eli), Brick Huston (Lancer Ranch Hand), Robert J. Wilke (Stryker)

## Foley
- Diretto da: Alexander Singer
- Scritto da: Anthony Spinner

### Trama
- Guest star: June Dayton (moglie), Lorne Mckellar (assistente del direttore di banca), Don Quine (Corey), Joseph V. Perry (Marsh), Lynn Loring (Polly), Arvo Ojala (Dee), John McKee (uomo), Harper Flaherty (Lew), Rosa Turich (Maria), Bert Santos (), R. G. Armstrong (Gant Foley)

## The Lawman
- Diretto da: Allen Reisner
- Scritto da: Laurence Heath

### Trama
- Guest star: Lloyd Haynes (Frank), Robert Doyle (Al Evans), Jack Garner (Gibbs), John Milford (Thompkins), James Gregory (marshal Joe Barker)

## Julie
- Diretto da: William Hale
- Scritto da: Paul Playdon

### Trama
- Guest star: Val Avery (Wade), Susan Strasberg (Julie), Frederic Downs (stalliere), Lincoln Tate (Jonas), John Kellogg (sceriffo Cutler), Bruce Dern (Lucas), Clint Sharp (conducente)

## The Prodigal
- Diretto da: Sobey Martin
- Scritto da: D.C. Fontana

### Trama
- Guest star: Ray Kellogg (guardia), Jason Wingreen (commesso), Del Monroe (tenente Hartford), Paul Picerni (marshal della Provost), Phyllis Thaxter (Marcy Dane), Stewart Bradley (Phillips), Roy Engel (Carven), Kevin Hagen (Packer)

## Jelly
- Diretto da: Sobey Martin
- Scritto da: Jack Turley

### Trama
- Guest star: Teddy Quinn (Sawdust), William Bryant (sceriffo), Ken Lynch (Chalker), Russell Thorson (Doc Jenkins), Paul Brinegar (Jelly Hoskins), Michael Freeman (Toogie), Tony Davis (capo), Mark Robert Brown (Hoomer), George Ostos (Juanito), Craig Jue (So So), Craig Hundley (Pokey), James Wainwright (Logan)

## Last Train for Charlie Poe
- Diretto da: Don Richardson
- Scritto da: Carey Wilber

### Trama
- Guest star: Ian Wolfe, Bob Dodson, Frank Marth (Marks), George Keymas (Slaughter), Harry Swoger (Mick), Robert Cornthwaite (Homer Ord), Harold Gould (Charlie Poe), Hank Worden, Mary Fickett (Mollie), Dub Taylor (Davey Horn), William Bryant (sceriffo Gabe)

## Glory
- Diretto da: Gene Nelson
- Scritto da: Jack Turley

### Trama
- Guest star: Matt Emery (Leggitt), Anthony Redondo (Derelict), Vic Perrin (Pete), Walter Baldwin (negoziante), Laurence Naismith (Collier), Brenda Scott (Glory), Johnny Seven (Wade Hatcher)

## The Heart of Pony Alice
- Diretto da: Christian Nyby
- Scritto da: Ken Trevey

### Trama
- Guest star: Paul Brinegar (Jelly Hoskins), Eve Plumb (Pony Alice), James Griffith (constable Becket), Tom Fadden (Ollie Hummer), Andrew Prine (Will Guthrie), Jeanne Cooper (Florida)

## The Escape
- Diretto da: William Hale
- Scritto da: Anthony Spinner

### Trama
- Guest star: Joe De Santis (Doc Hilldenbrand), Daniel J. Travanti (Dan Cassidy), Robert Biheller (Hardy), John Zaremba (impiegato dell'hotel), Lynda Day George (Sarah Cassidy), Wayne Rogers (Lewis)

## The Wedding
- Diretto da: Sobey Martin
- Scritto da: Anthony Spinner

### Trama
- Guest star: Robert Foulk, John Zaremba, Steve Vincent, Harry Harvey, Lawrence Dane (Dave McCall), Brooke Bundy (Jenny), Brioni Farrell (Laurie), Bo Svenson (Josh)

## Death Bait
- Diretto da: Robert Butler
- Scritto da: Jack Turley

### Trama
- Guest star: Sam Elliott (Renslo), Paul Brinegar (Jelly Hoskins), James Olson (Alton Gannett), Bern Hoffman (barista), Tom Selleck (Dobie)

## The Black McGloins Party
- Diretto da: Don Richardson
- Scritto da: Carey Wilber

### Trama
- Guest star: Byron Morrow (Porter), Paul Brinegar (Jelly Hoskins), William Bryant (sceriffo Gabe), George Mitchell (Talbott), Jonathan Harris (Padraic McGloins), Stefanie Powers (Moira McGloins), Nydia Westman (Bridget McGloins)

## Yesterday's Vengeance
- Diretto da: Otto Lang
- Scritto da: Don Brinkley

### Trama
- Guest star: Teresa Wright (Ellen Haney), Lin McCarthy (sceriffo Judd Haney), Ray Kellogg (barista), Robert Sorrells (Billy Joe), Paul Brinegar (Jelly Hoskins), Ted Gehring (stalliere)

## Warburton's Edge
- Diretto da: Don Medford
- Soggetto di: Jack Turley, K.C. Alison

### Trama
- Guest star: Richard Devon (Sexton Joe), Del Monroe (Driscoll), Burr deBenning (Isham), Susan O'Connell (Tallie Warburton), Alma Beltran (Manuela), Buck Young (Santee), Arthur Hill (Charles Warburton)

## The Fix-It Man
- Diretto da: William Hale
- Scritto da: Charles Wallace

### Trama
- Guest star: Dean Harens, Mark Allen, Wayne Heffley, Ted Gehring, Barry Atwater (Bonnell), Linden Chiles (Kirby), Frank McHugh (Charlie Wingate)

## Angel Day and Her Sunshine Girls
- Diretto da: Don Richardson
- Scritto da: Jack Turley

### Trama
- Guest star: David McLean (sceriffo), Paul Brinegar (Jelly Hoskins), Don Briggs (Marshal Thurman), Ray Fine (barista), Cloris Leachman (Angel Day), Peter Mark Richman (Carl Bolton), Joyce Bulifant (Cassie), Carolyn Fleming (July)

## The Great Humbug
- Diretto da: William Hale
- Scritto da: Laurence Heath

### Trama
- Guest star: Alan Oppenheimer (Daniel Drew), Sam Elliott (Canopus), William Windom (Claude Buttermere), Morgan Woodward (Jay McKillen), Joseph V. Perry (barista), William Wintersole (Timothy), Lisa Gerritsen (Vinny)

## Camp Juniper
- Diretto da: William Hale
- Scritto da: Barry Oringer

### Trama
- Guest star: Ross Hagen (Harmon Cooper), William Lucking (Crocker Cooper), Dennis Cole (Bobby Cooper), Walter Brooke (James Harper), Duane Grey (barista), Chuck Harrold (Marshal), Shelley Fabares (Melissa Harper)

## The Knot
- Diretto da: Don Richardson
- Scritto da: Carey Wilber

### Trama
- Guest star: Richard X. Slattery (Seth Blake), Jack Williams (vicesceriffo), Martin Sheen (Andy Blake), Wright King (Zack Blake), Paul Brinegar (Jelly Hoskins), Tom Skerritt (Bill Blake)

## The Man Without a Gun
- Diretto da: Don Richardson
- Scritto da: Roland Wolpert

### Trama
- Guest star: Buck Young (rancher), Henry Wills (Jake), Manuel Padilla Jr. (indiano), William Vaughn (Russ), Guy Stockwell (Clay Criswell), Paul Brinegar (Jelly Hoskins), Warren Oates (sceriffo Val Crawford), Harry Harvey (sindaco Higgs), Tony Davis (indiano), Joe Ferrante (Stu), Woodrow Parfrey (Zeek)

## Child of Rock and Sunlight
- Diretto da: Don Richardson
- Scritto da: Penrod Smith

### Trama
- Guest star: Virginia Christine (Hannah Sickles), Patricia McCormack (Pearl Sickles), Garry Walberg (Arthur P. Sloane), Paul Brinegar (Jelly Hoskins), Johnny Whitaker (Andy-Jack), Mary Jackson (Widow Maude Bigelow)

## The Measure of a Man
- Diretto da: Don McDougall
- Scritto da: Gerry Day

### Trama
- Guest star: Scott James (Dan'l), Stuart Randall (sceriffo Dundee), Richard O'Brien (Owen Wilson), Debi Storm (Annabella), Victor French (Travis Caudle), Julie Sommars (Catha Cameron), Roger Perry (Ben Cameron), Paul Brinegar (Jelly Hoskins), Sam Edwards (impiegato), Craig Hundley (Todd Wilson)

## The Devil's Blessing
- Diretto da: Christian Nyby
- Scritto da: Sam Roeca

### Trama
- Guest star: Charles Dierkop (Bleeker), Arthur Franz (sceriffo Platt), Noah Beery Jr. (Hamlin), Vic Tayback (Porter), Joseph Campanella (Douglas Blessing), William Henry (veterinario), John Harmon (proprietario stabile), E. J. Andre (giudice), Beverly Garland (Clara Dunbar)